# Конический угол лиганда
| Лиганд         | θ (°) |
| -------------- | ----- |
| P(OEt)3        | 109   |
| PMe3           | 118   |
| P(O-p-C6H4Cl)3 | 128   |
| P(O-p-Tol)3    | 128   |
| P(O-i-Pr)3     | 130   |
| PEt3           | 132   |
| PMePh2         | 136   |
| P(O-о-Tol)3    | 141   |
| PPh3           | 145   |

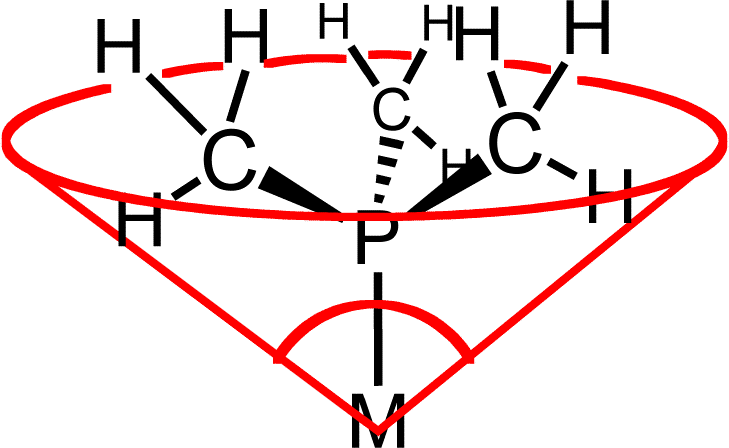
Конический угол лиганда (θ)

Конический угол лиганда (θ) — геометрическая величина, позволяющая описывать стерические эффекты лигандов. Она определяется как угол конуса, имеющего вершину у атома металла и содержащего внутри себя весь лиганд; при этом атомы лиганда должны занимать по возможности минимальный объём с учётом их вандерваальсовых радиусов. 
Впервые этот параметр был предложен американским химиком Чедвиком Толманом при изучении поведения фосфиновых лигандов в карбонильных комплексах никеля. В частности, оказалось, что конкуренция лигандов за место у атома никеля не связана с их электронным характером, а объясняется скорее тем объёмом, который они занимают у комплексообразователя.
Для несимметричных лигандов, содержащих три разных заместителя при атоме фосфора, угол θ расчитывается как 2/3 от суммы полууглов между связью P–M и лучом, охватывающим каждый отдельный заместитель.
{\displaystyle \theta ={\frac {2}{3}}\sum _{i=1}^{3}{\frac {\theta _{i}}{2}}}